# アメリカ合衆国山岳部

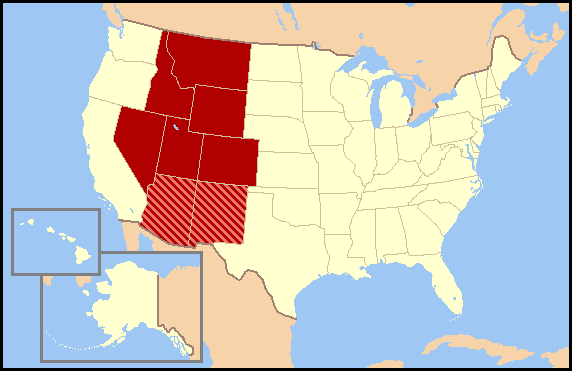
アメリカ合衆国山岳部

アメリカ合衆国山岳部（アメリカがっしゅうこくさんがくぶ、英語: Mountain States, U.S.A.）とはアメリカ合衆国のアメリカ合衆国西部に属するロッキー山脈にかかる8州のことである。北からモンタナ州、アイダホ州、ワイオミング州はアメリカ合衆国北西部の一部でもあり、ネバダ州、ユタ州、コロラド州、アリゾナ州、ニューメキシコ州はアメリカ合衆国南西部の一部でもある。東側にアメリカ合衆国中西部、西側にアメリカ合衆国太平洋岸部またはアメリカ合衆国西海岸がある。